# Ich war ein glücklicher Mensch
Ich war ein glücklicher Mensch ist ein Dokumentarfilm des DEFA-Studios für Dokumentarfilme GmbH von Eduard Schreiber aus dem Jahr 1990.

## Handlung
Der 70-jährige Wirtschaftsjournalist Tilbert Eckertz hat nie an seinem Leben und dem gesellschaftlichen sowie politischen System der DDR, in der er lebte und arbeitete, gezweifelt. Er war von 1947 bis 1953 bei der Nachrichtenagentur ADN in leitender Stellung beschäftigt, bis er verhaftet und in die Untersuchungshaftanstalt des Ministeriums für Staatssicherheit eingeliefert wurde. Wegen angeblicher Spionage für den Klassenfeind wurde er zu fünf Jahren Gefängnis verurteilt, die er in der Justizvollzugsanstalt Luckau-Duben verbüßte.
Doch selbst die Haftstrafe interpretiert er eher als Unfall, denn sein unerschütterlicher Glaube an den Sozialismus liegt in seinen Erlebnissen in der Zeit des Nationalsozialismus begründet. Eine Ausreise in die Bundesrepublik nach seiner Haftentlassung, zog er nicht in Betracht. Im Gegenteil, er begann wieder beim ADN zu arbeiten und es war ihm eine Genugtuung, dass er wieder mit leitenden Aufgaben betraut wurde. Auch die Inhaftierung seiner Tochter wegen eines Fluchtversuchs über Bulgarien hat ihn nicht in seinen Ansichten erschüttert. Nur die Art der vorwurfsvollen Briefe an sie ins Gefängnis, die er zum Teil auch vorliest, gibt ihm heute etwas zu denken.
Für Tilbert Eckertz waren er, seine inzwischen verstorbene Frau und seine zwei Töchter eine ganz normale Familie. Was sich hinter diesem Idyll verbirgt, hat sich in den vergangenen Jahren zu einem Berg getürmt, der jetzt, durch die Ereignisse 1989, abgetragen werden soll. Er blickt auf sein Leben zurück und beginnt einen schmerzhaften Weg der Selbsterkenntnis. Der Film verdeutlicht die damit verbundenen schweren seelischen Belastungen. Doch auch seine Töchter verarbeiten die Vergangenheit unterschiedlich.

## Produktion
Ich war ein glücklicher Mensch wurde als Schwarzweißfilm und zum Teil auf ORWO-Color gedreht. Er hatte am 24. November 1990 während der Internationalen Leipziger Filmwoche für Dokumentar- und Animationsfilm seine Uraufführung.